# Ausstellungsraum Klingental

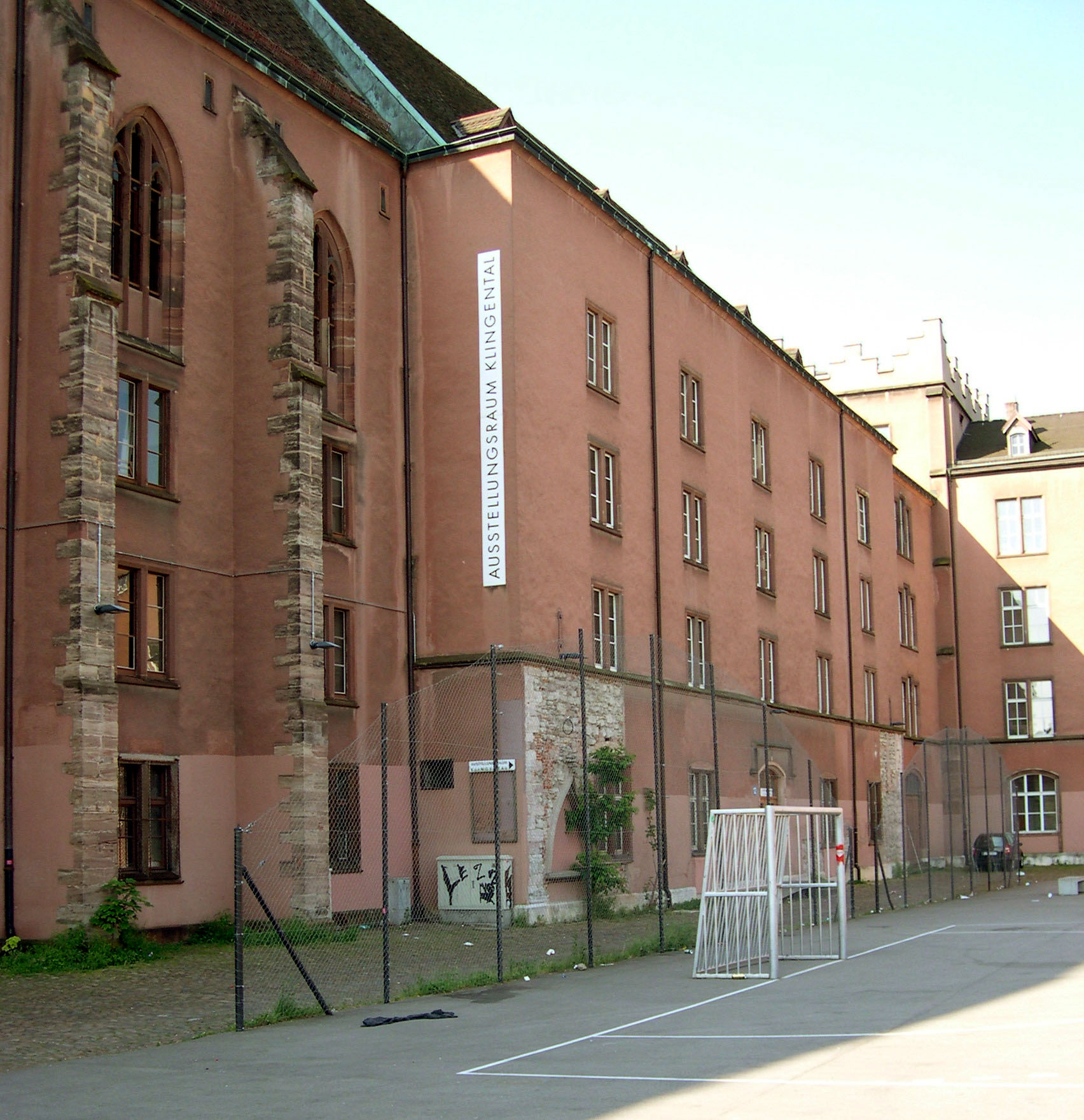
Ausstellungsraum Klingental auf dem Gelände des Kulturzentrums Kaserne Basel

Der Ausstellungsraum Klingental ist ein Artist-run-space in Basel. 

## Ausrichtung und Betrieb
Er wird von Künstlern, Kunsthistorikern und Kunstvermittelnden gemeinsam organisiert, deren Konstellationen über die Generationen wechseln. Besonders interessiert dabei das Kuratieren von Ausstellungen und Projekten in Selbstverantwortung als Teil der künstlerischen Praxis. Der experimentelle Umgang mit verschiedenen Vermittlungsformaten ist ein wichtiger Bestandteil der stadtübergreifenden Projekte wie der Museumsnacht und der Regionale. Eine wichtige Funktion des Ausstellungsraum Klingental ist die Nachwuchsförderung. Er zeigt innovative Talente und bietet die Chance professioneller Erfahrung für Künstler und Kuratoren. Aber auch Positionen älterer Generationen sollen neu überprüft und vermittelt werden. Der Ausstellungsraum Klingental wird getragen vom Verein Ausstellungsraum Klingental und seinen Mitgliedern und erhält von der Stadt Basel einen regelmässigen Beitrag an den Betrieb. Das Ausstellungsprogramm basiert auf Projekteingaben und wird nicht von einem fixen Kurator zusammengestellt.

## Geschichte
Der Ausstellungsraum wurde auf eine Künstler-Initiative hin 1974 auf dem Kasernenareal eingerichtet. Seither wird er kontinuierlich in wechselnden Koalitionen von Künstlern und Vermittlern betrieben.
Der Projektraum geht auf die Krise des traditionellen Museumsbetriebs am Ende der 1960er Jahre zurück, welcher der tiefgreifenden, sozialpolitischen Neubewertung des Kulturellen entsprang. Die Gründung des Ausstellungsraumes Klingental einige Jahre später hängt direkt mit den damaligen Debatten über die Förderung junger Künstler und das Funktionieren der Museen zusammen. Er ist der älteste noch bestehende Kunstraum der Schweiz.

## Architektur
Wie das Museum Kleines Klingental ist der Ausstellungsraum Klingental in Räumen des ehemaligen Klosters Klingental eingerichtet. Er befindet sich im Erdgeschoss der 1293 geweihten Klosterkirche. Im Jahr 1981 baute das Architekturbüro Herzog & de Meuron den Ausstellungsraum ein. 